# Tronville-en-Barrois
Ne doit pas être confondu avec Tronville.
Pour les articles homonymes, voir Tronville (homonymie) et Barrois (homonymie).
Tronville-en-Barrois est une commune française située dans le département de la Meuse, en région Grand Est.

## Géographie

### Localisation
La ville de Tronville-en-Barrois se situe dans le sud du département de la Meuse et dans l'ouest de la région Lorraine.

#### Communes limitrophes
Le territoire de la commune est limitrophe de ceux de cinq communes :
| Guerpont | Culey                | Salmagne           |
| Guerpont | Tronville-en-Barrois |                    |
| Velaines |                      | Nançois-sur-Ornain |

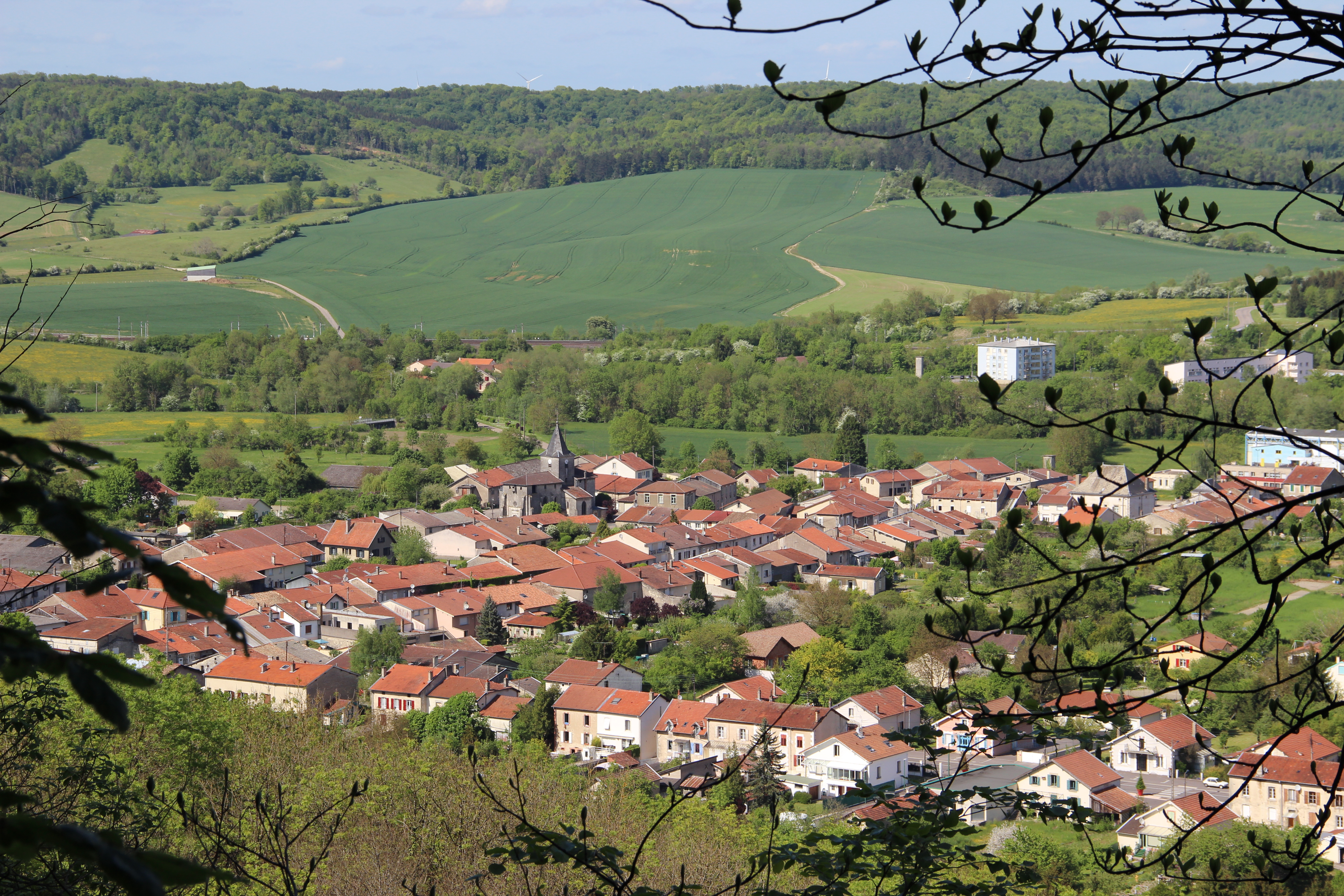
Vue générale du village.
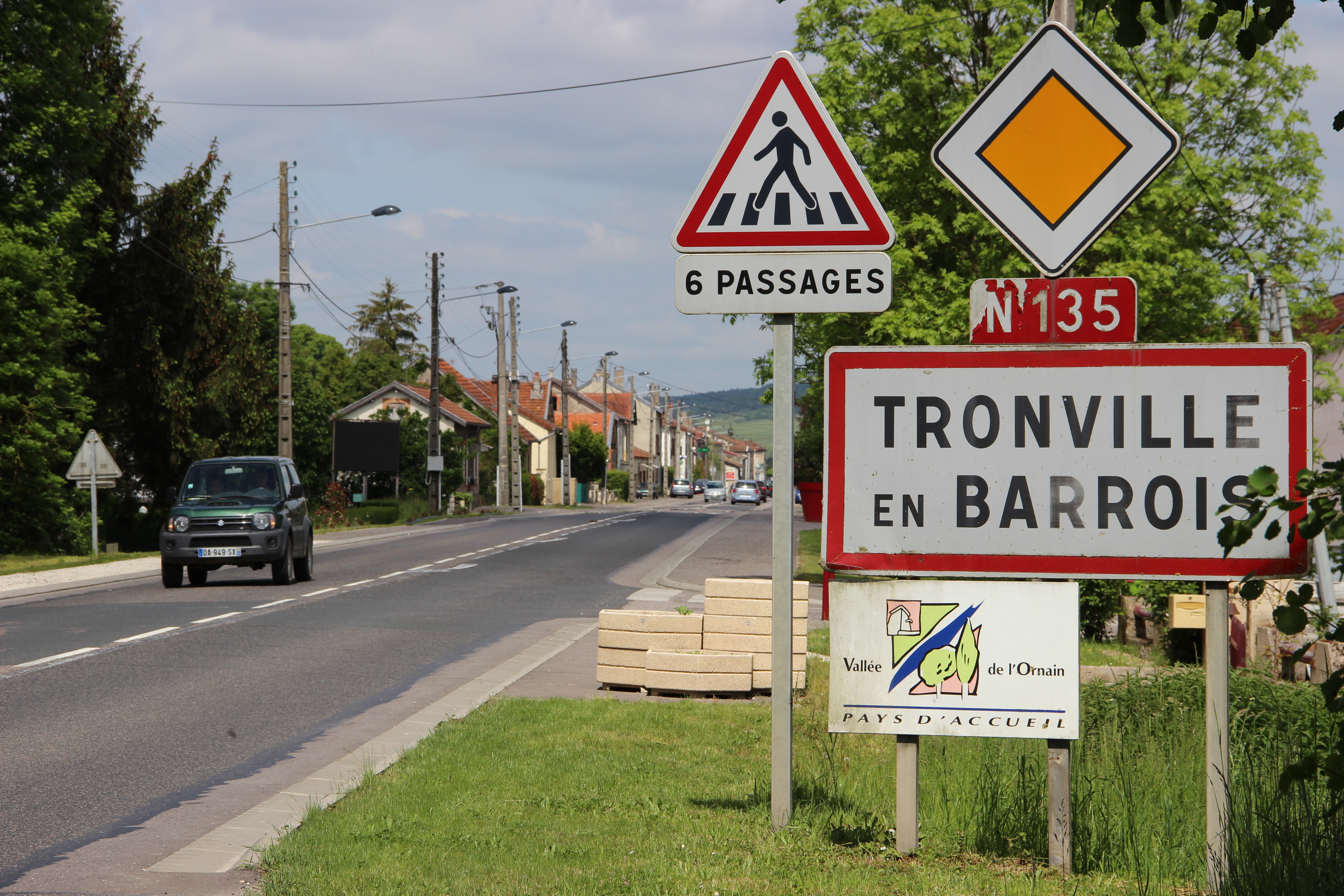
Entrée de l'agglomération.
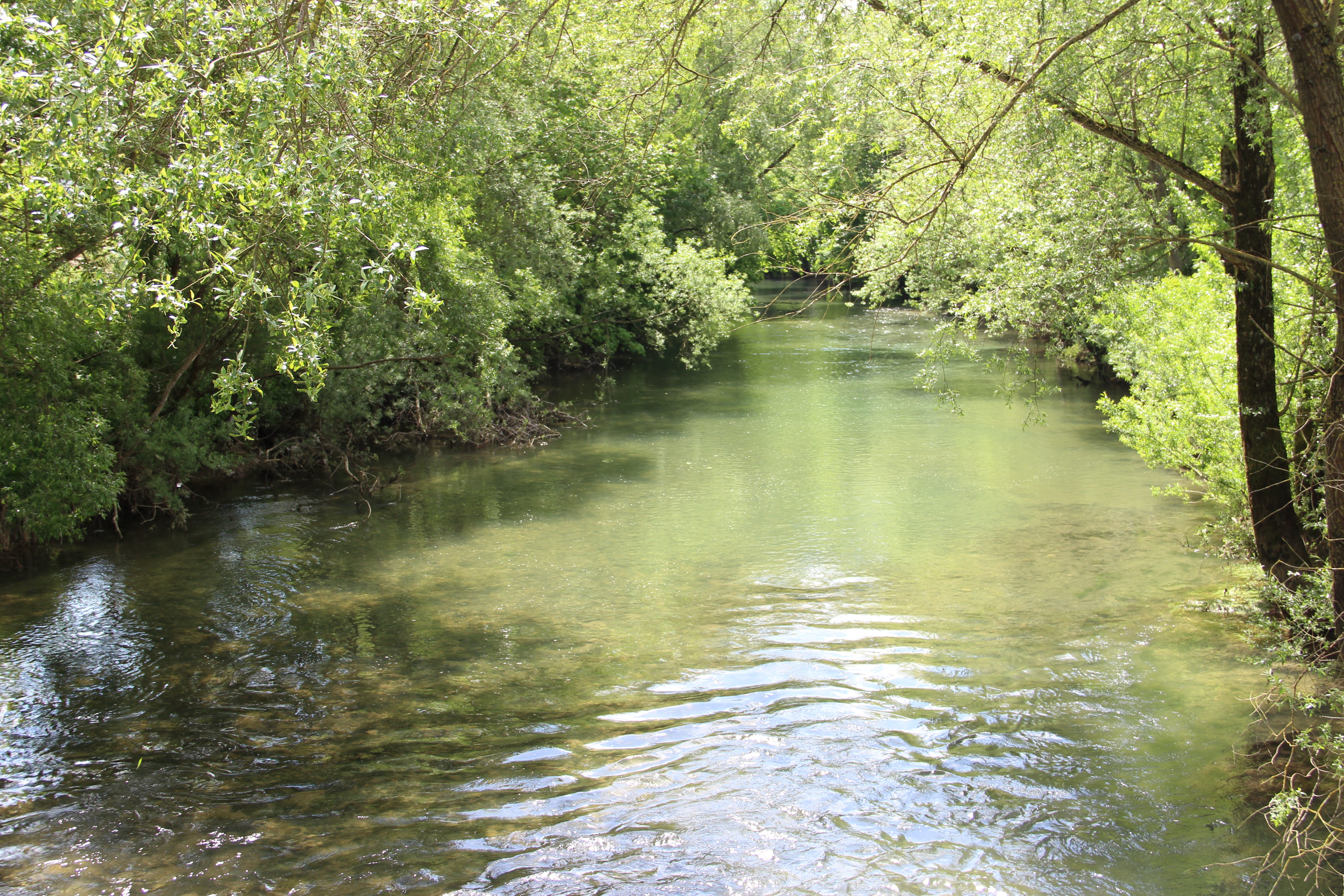
L'Ornain à Tronville.

### Hydrographie
La commune est dans la région hydrographique « la Seine de sa source au confluent de l'Oise (exclu) » au sein du bassin Seine-Normandie. Elle est drainée par l'Ornain, le canal de la Marne au Rhin, le ruisseau de Salmagne, le ruisseau de Brabant, le Fossé 01 de Franconval et divers autres petits cours d'eau,.
L'Ornain, d'une longueur de 116 km, prend sa source dans la commune de Grand et se jette  dans la Saulx à Étrepy, après avoir traversé 36 communes. Les caractéristiques hydrologiques de l'Ornain sont données par la station hydrologique située sur la commune. Le débit moyen mensuel est de 8,09 m3/s. Le débit moyen journalier maximum est de 93,8 m3/s, atteint lors de la crue du 16 février 1990. Le débit instantané maximal est quant à lui de 101 m3/s, atteint le 15 février 1990.
Le canal de la Marne au Rhin, long de 293 km et 178 écluses à l'origine, relie la Marne (à Vitry-le-François) au Rhin (à Strasbourg). Par le canal latéral de la Marne, il est connecté au réseau navigable de la Seine vers l'Île-de-France et la Normandie.

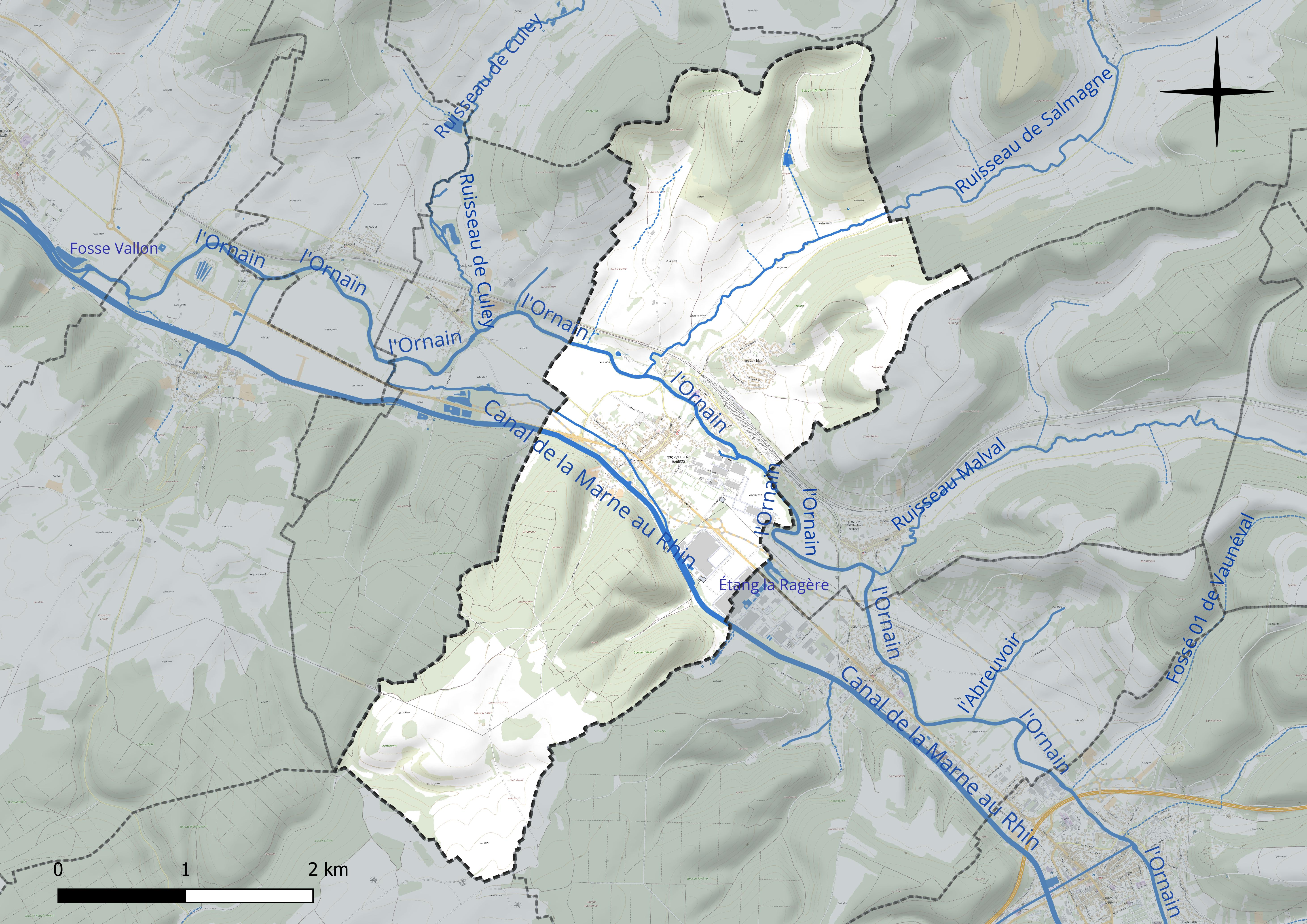
Réseau hydrographique de Tronville-en-Barrois.

Un plan d'eau complète le réseau hydrographique : l'étang la Ragère, d'une superficie totale de 1,1 ha (0 ha sur la commune),.

### Climat
Pour des articles plus généraux, voir Climat du Grand Est et Climat de la Meuse.
En 2010, le climat de la commune est de type climat de montagne, selon une étude du Centre national de la recherche scientifique s'appuyant sur une série de données couvrant la période 1971-2000. En 2020, Météo-France publie une typologie des climats de la France métropolitaine dans laquelle la commune est exposée à un climat océanique altéré et est dans la région climatique Lorraine, plateau de Langres, Morvan, caractérisée par un hiver rude (1,5 °C), des vents modérés et des brouillards fréquents en automne et hiver.
Pour la période 1971-2000, la température annuelle moyenne est de 10,1 °C, avec une amplitude thermique annuelle de 15,9 °C. Le cumul annuel moyen de précipitations est de 998 mm, avec 13,8 jours de précipitations en janvier et 9,7 jours en juillet. Pour la période 1991-2020, la température moyenne annuelle observée sur la station météorologique de Météo-France la plus proche, « Erneville aux Bois_sapc », sur la commune d'Erneville-aux-Bois à 10 km à vol d'oiseau, est de 9,9 °C et le cumul annuel moyen de précipitations est de 1 021,5 mm. 
La température maximale relevée sur cette station est de 39,4 °C, atteinte le 25 juillet 2019 ; la température minimale est de −24,2 °C, atteinte le 18 février 1956,,.
Les paramètres climatiques de la commune ont été estimés pour le milieu du siècle (2041-2070) selon différents scénarios d'émission de gaz à effet de serre à partir des nouvelles projections climatiques de référence DRIAS-2020. Ils sont consultables sur un site dédié publié par Météo-France en novembre 2022.

## Urbanisme

### Typologie
Au 1er janvier 2024, Tronville-en-Barrois est catégorisée bourg rural, selon la nouvelle grille communale de densité à sept niveaux définie par l'Insee en 2022.
Elle appartient à l'unité urbaine de Ligny-en-Barrois, une agglomération intra-départementale regroupant quatre  communes, dont elle est une commune de la banlieue,,. Par ailleurs la commune fait partie de l'aire d'attraction de Bar-le-Duc, dont elle est une commune de la couronne,. Cette aire, qui regroupe 86 communes, est catégorisée dans les aires de 50 000 à moins de 200 000 habitants,.

### Occupation des sols
L'occupation des sols de la commune, telle qu'elle ressort de la base de données européenne d’occupation biophysique des sols Corine Land Cover (CLC), est marquée par l'importance des territoires agricoles (45 % en 2018), en diminution par rapport à 1990 (48,4 %). La répartition détaillée en 2018 est la suivante : 
forêts (43,6 %), prairies (21,5 %), terres arables (20,7 %), zones urbanisées (6,9 %), zones industrielles ou commerciales et réseaux de communication (4,5 %), zones agricoles hétérogènes (2,8 %). L'évolution de l’occupation des sols de la commune et de ses infrastructures peut être observée sur les différentes représentations cartographiques du territoire : la carte de Cassini (XVIIIe siècle), la carte d'état-major (1820-1866) et les cartes ou photos aériennes de l'IGN pour la période actuelle (1950 à aujourd'hui).

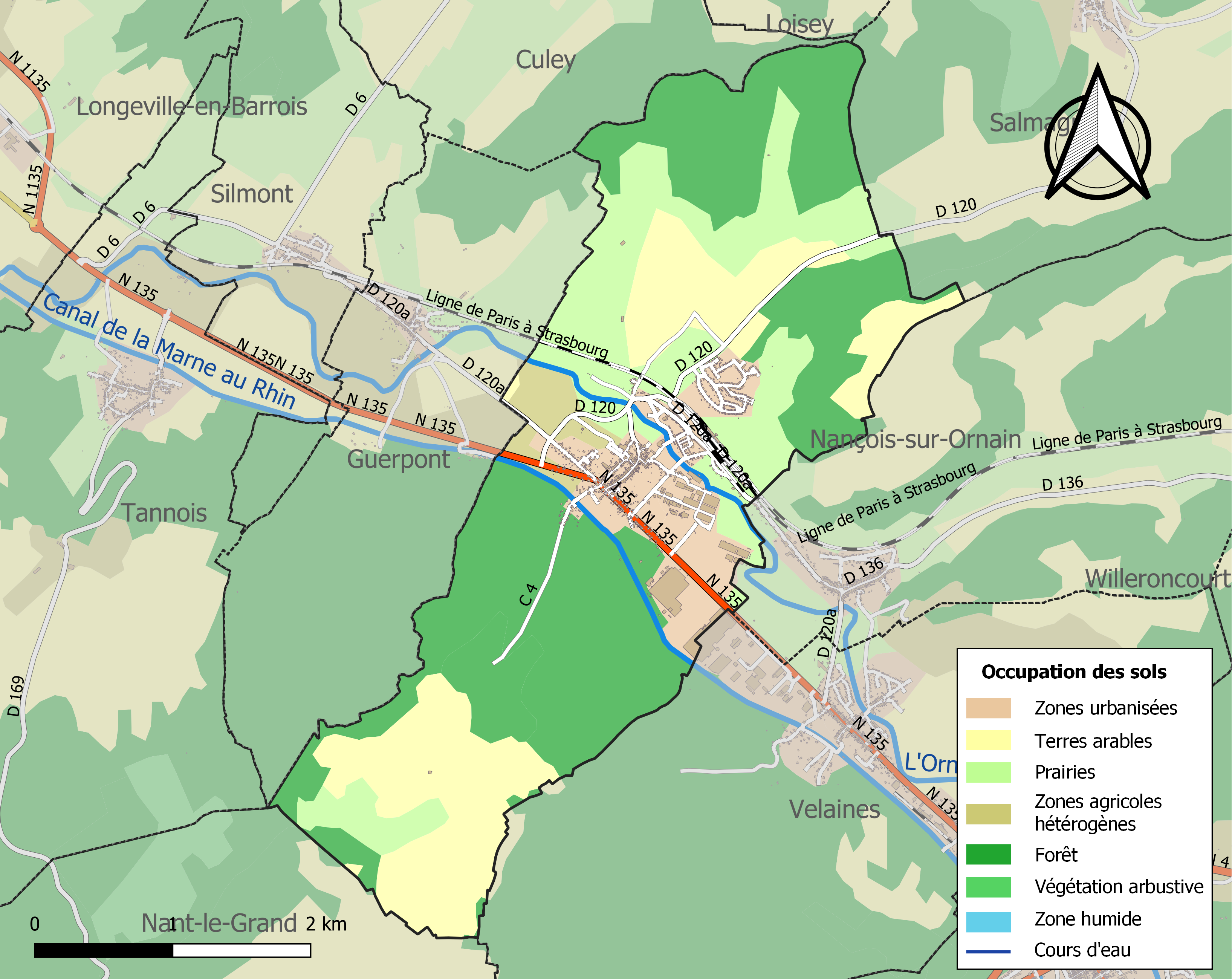
Carte des infrastructures et de l'occupation des sols de la commune en 2018 (CLC).

### Voies de communication et transports

#### Route
Le village est traversé par la route nationale 135 qui relie Bar-le-Duc à Ligny-en-Barrois.

#### Ferroviaire
La commune est desservie par la gare de Nançois-Tronville qui est une gare ferroviaire française de la ligne de Paris-Est à Strasbourg-Ville.

#### Voie verte
La Voie Verte du canal de la Marne au Rhin d'une longueur de 29 kilomètres, elle permet de rejoindre Saint-Amand-sur-Ornain (agglomération de Bar-le-Duc) depuis Fains-les-Sources.

#### Bus
Le réseau TUB exploite la ligne régulière Bar-le-Duc / Ligny-en-Barrois (ligne 1 du réseau TUB, ancienne ligne 17 du réseau RITM) qui dessert Tronville-en-Barrois.

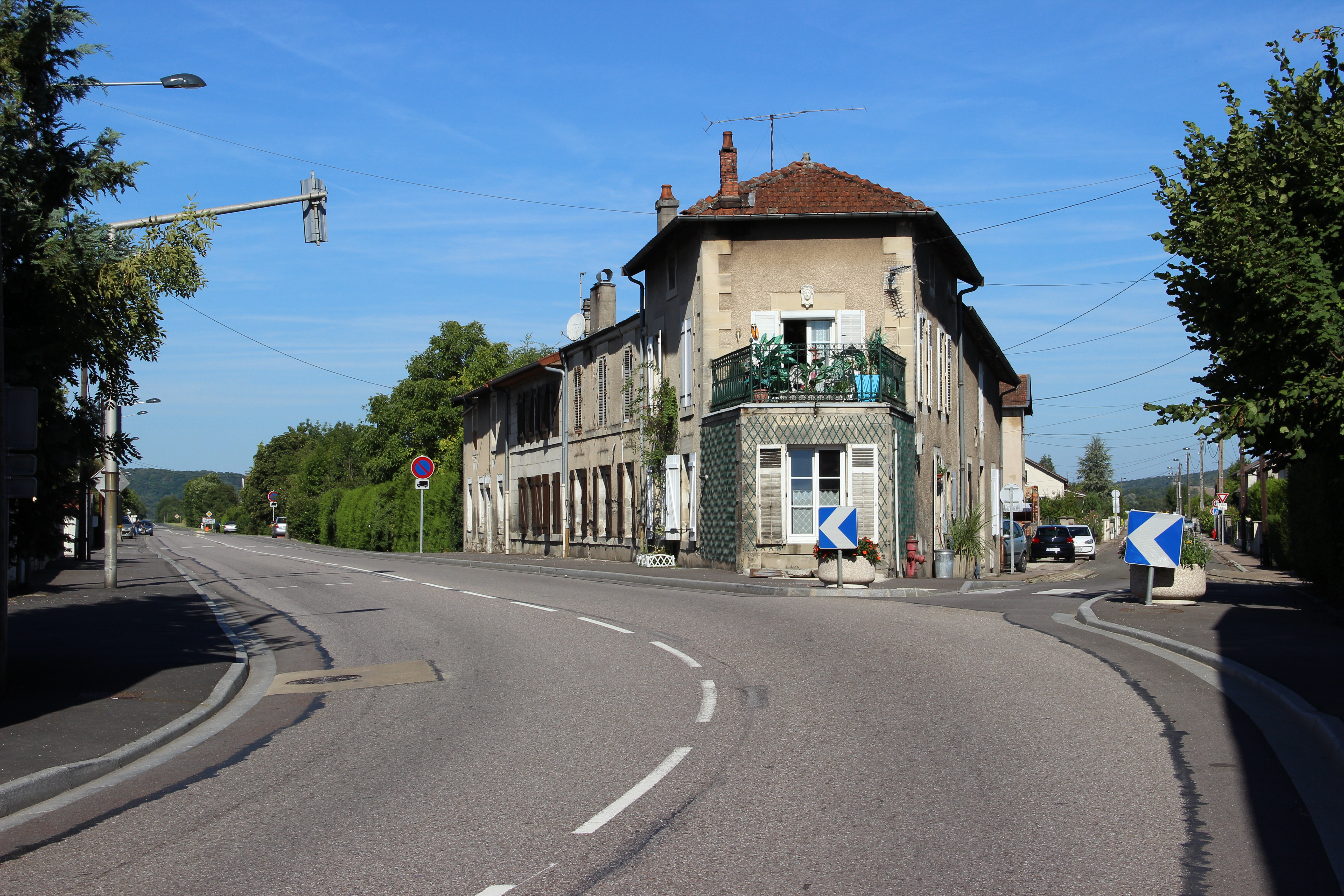
La RN 135 direction Bar-le-Duc. À droite, la route de Guerpont.
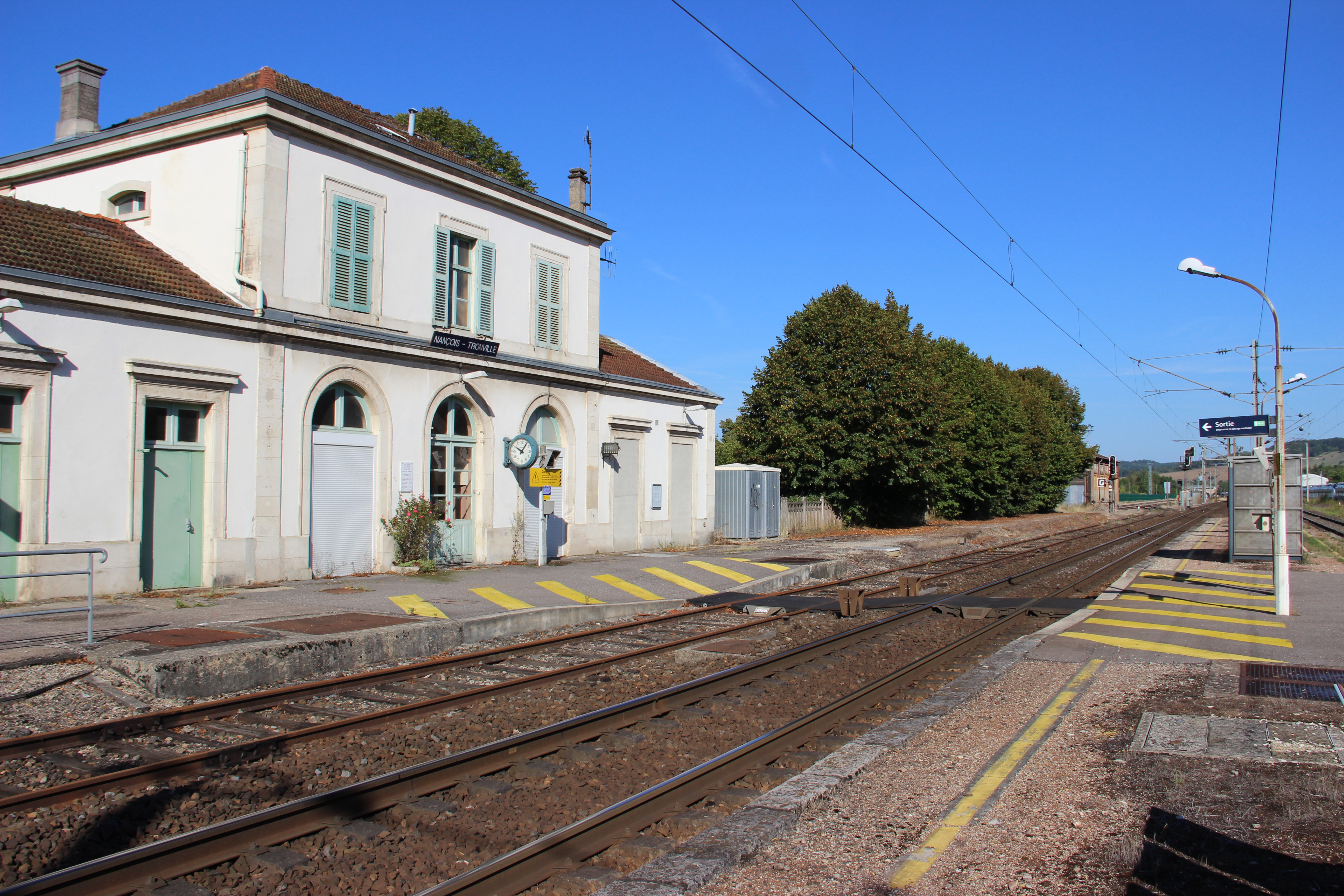
Gare de Nançois - Tronville côté quais.
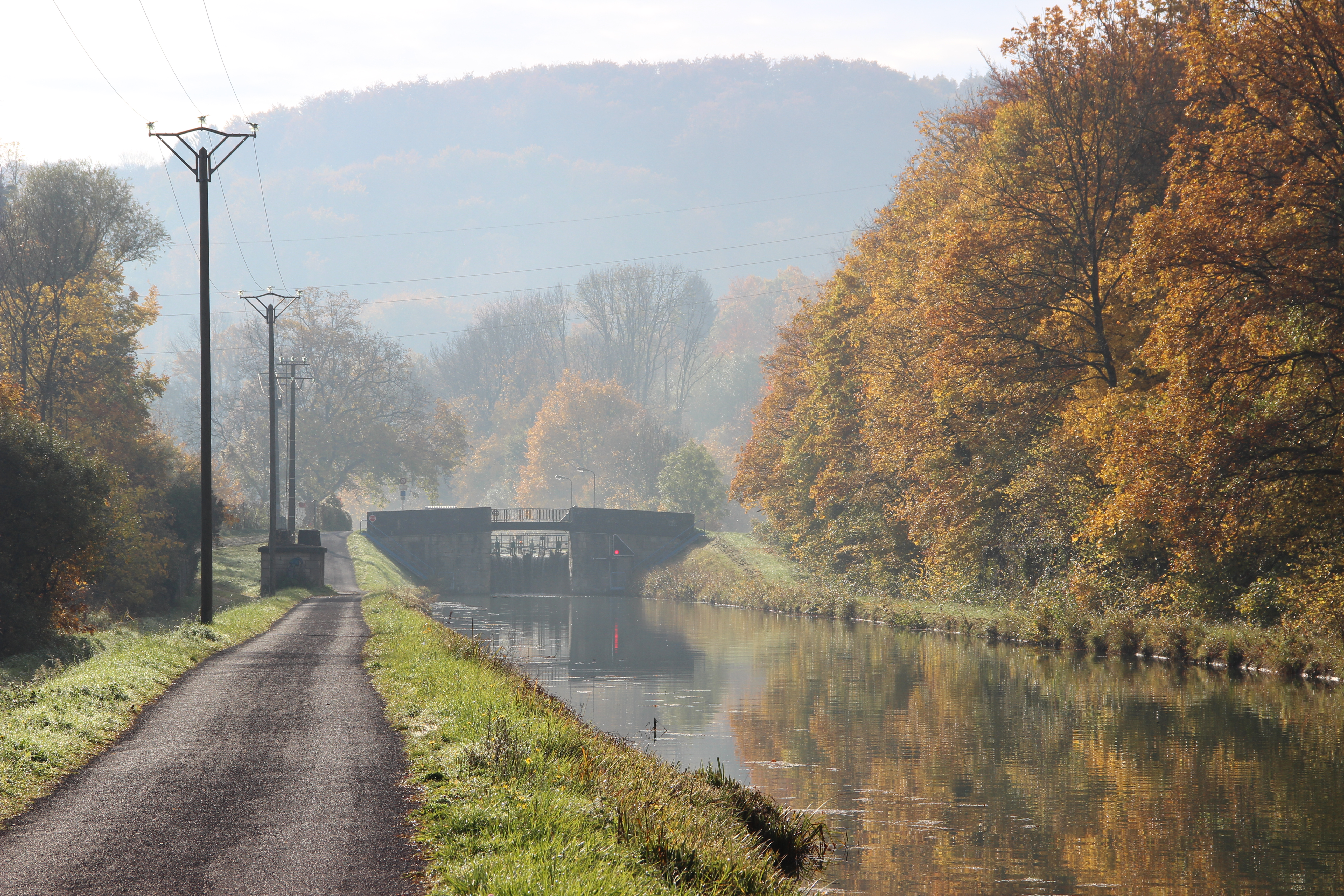
Canal de la Marne au Rhin à Tronville.La voie verte longeant le canal.
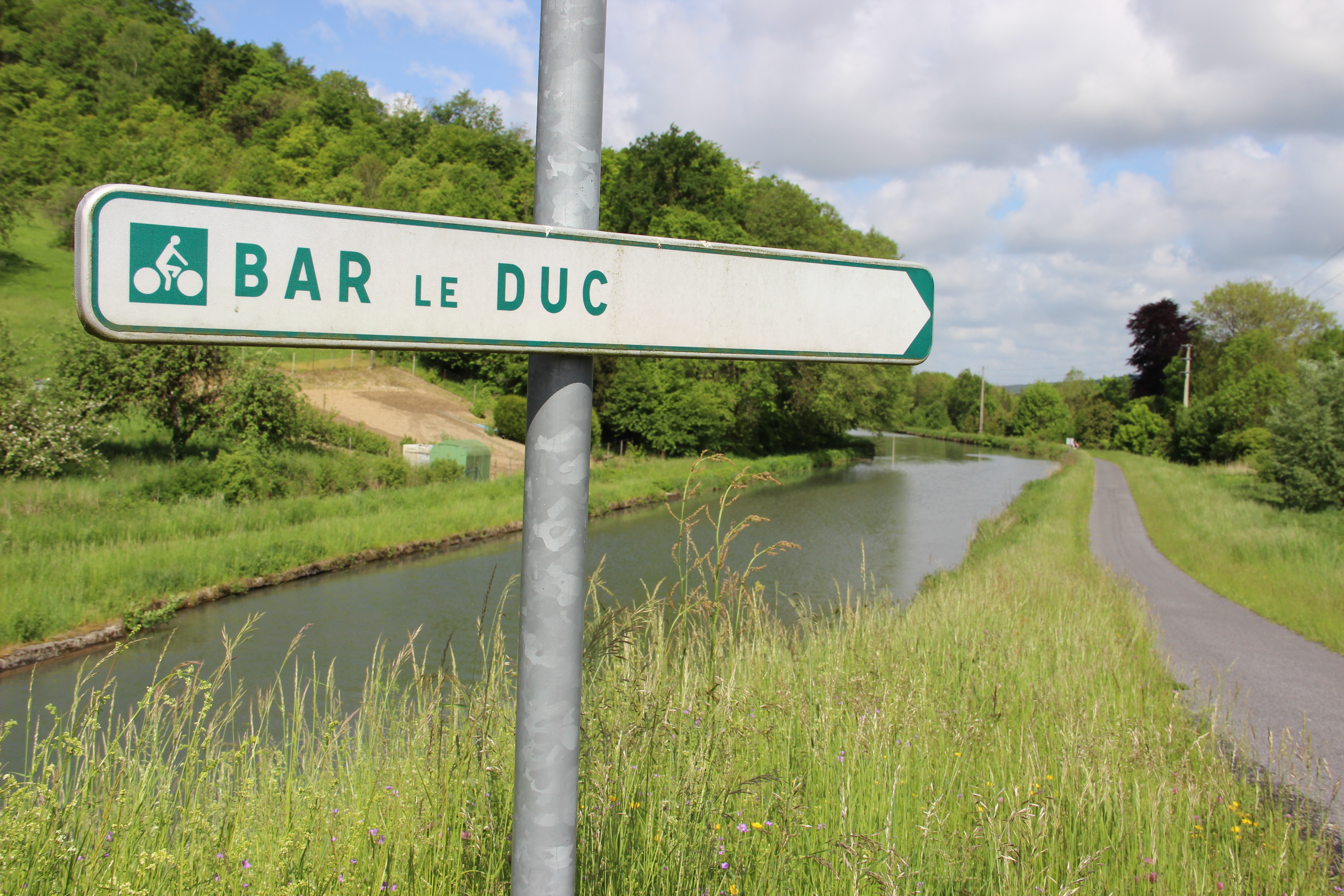
La voie verte longeant le canal.

## Toponymie
Anciennes mentions : Tronvilla en 1402, Trouville en 1460, Tronville en 1793, Tronville-en-Barrois en 1891.
Il s'agit d'une formation toponymique médiévale en -ville au sens ancien de « domaine rural », précédé d'un nom de personne selon le cas général. Malgré l'absence de formes très anciennes, l'élément Tron- représente sans doute le nom de personne germanique Trudo au cas régime et qui semble avoir eu une certaine diffusion dans la région, puisque l'on dénombre au moins deux autres Tronville dans les environs, dont Tronville(Meurthe-et-Moselle, Trudonisvilla 1169; Trunvilla 1169) qui possède une forme beaucoup plus ancienne, donc moins évoluée phonétiquement.
Remarque : l'explication du premier élément Tron- par un gaulois *tron- « vallée » n'est pas fondée, puisque d'une part les toponymes en -ville sont médiévaux et leur premier élément est généralement un nom de personne, en particulier germanique et d'autre part, il n'existe aucune source pour le gaulois *tron « vallée », il est notamment absent du Dictionnaire de la langue gauloise où seul le mot nantu- / nanto- possède ce sens.
Tronville se situe dans le Barrois (lorrain de Bar-le-Duc), une micro-région naturelle de France couvrant environ le quart sud-ouest du département de la Meuse.

En ce qui concerne le déterminant complémentaire -en-Barrois, l'élément Barrois est mentionné sous la forme [in pago] Barrinse en 717 et est dérivé du toponyme Bar-sur-Aube, suivi du suffixe d'appartenance -ense, devenu régulièrement -ESE > -ois (cf. suffixe de nationalité -ois). Le nom  Barrum est lui-même issu du gaulois barro- « tête, hauteur ». Il s'agit du même mot celtique que le vieil irlandais barr « sommet, cime, pointe, bout »; le gallois / cornique bar « sommet ».

## Histoire

### Moyen Âge
En 1237, Tronville donnait des rentes et devait être composé d'un château seigneurial.
En 1431, Henri bâtard de Bar, seigneur de Boursault, fut assiégé dans son château de Tronville par les gens de Ligny, à l'occasion de la guerre suscitée par le damoiseau de Commercy.

### Époque moderne
Dépendait du Barrois mouvant et du diocèse de Toul.
Durant 1586, le Duc de Lorraine Charles III vendit la terre de Tronville et celle de Génicourt, avec leurs dépendances, au sieur Vincent, trésorier de ses finances. En 1721, la terre de Tronville fut érigée en baronnie en faveur de François Viard, procureur Général du Barrois.
En 1772, François Ignace de Wendel y épouse Cécile du Tertre.

### Époque contemporaine
Pendant la Révolution la commune comptait deux châteaux.
En 1891, Tronville subit un changement de nom et devient Tronville-en-Barrois.
Dans les années 1900 la commune connait un essor industriel avec notamment l'usine à chaux hydraulique et ciment et la fabrique d'outils Goldenberg.

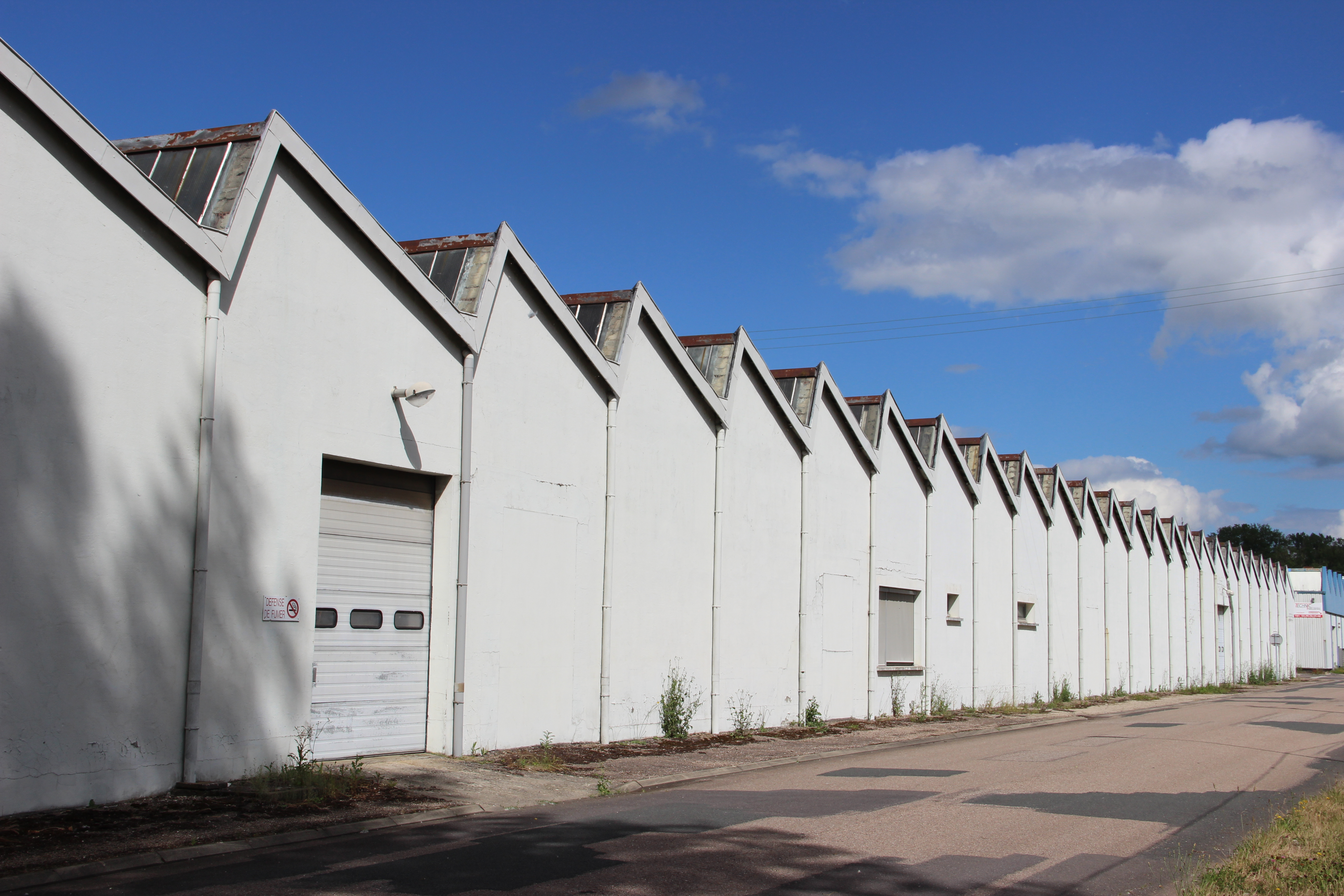
Patrimoine industriel avec des bâtiments de l'ancienne usine Rhovyl.

## Politique et administration

### Liste des maires
| Période                                  | Période    | Identité      | Étiquette | Qualité |
| ---------------------------------------- | ---------- | ------------- | --------- | ------- |
| Les données manquantes sont à compléter. |            |               |           |         |
| avant 1988                               | ?          | Roger Ancelle |           |         |
| mars 2001                                | avril 2002 | Jack Antion   | DVD       |         |
| avril 2002                               | mai 2020   | Jacky Paul    |           |         |
| mai 2020                                 | En cours   | Daniel Briat  |           |         |

## Population et société

### Démographie
L'évolution du nombre d'habitants est connue à travers les recensements de la population effectués dans la commune depuis 1793. Pour les communes de moins de 10 000 habitants, une enquête de recensement portant sur toute la population est réalisée tous les cinq ans, les populations de référence des années intermédiaires étant quant à elles estimées par interpolation ou extrapolation. Pour la commune, le premier recensement exhaustif entrant dans le cadre du nouveau dispositif a été réalisé en 2004.

En 2022, la commune comptait 1 319 habitants, en évolution de −10,88 % par rapport à 2016 (Meuse : −4,4 %, France hors Mayotte : +2,11 %).
| 1793 | 1800 | 1806 | 1821 | 1831 | 1836 | 1841 | 1846 | 1851 |
| ---- | ---- | ---- | ---- | ---- | ---- | ---- | ---- | ---- |
| 522  | 525  | 560  | 499  | 506  | 510  | 545  | 532  | 592  |

| 1856 | 1861 | 1866 | 1872 | 1876 | 1881 | 1886 | 1891 | 1896 |
| ---- | ---- | ---- | ---- | ---- | ---- | ---- | ---- | ---- |
| 501  | 506  | 488  | 445  | 472  | 476  | 518  | 459  | 809  |

| 1901  | 1906  | 1911  | 1921  | 1926  | 1931  | 1936 | 1946 | 1954 |
| ----- | ----- | ----- | ----- | ----- | ----- | ---- | ---- | ---- |
| 1 165 | 1 290 | 1 236 | 1 186 | 1 157 | 1 110 | 925  | 810  | 921  |

| 1962  | 1968  | 1975  | 1982  | 1990  | 1999  | 2004  | 2006  | 2009  |
| ----- | ----- | ----- | ----- | ----- | ----- | ----- | ----- | ----- |
| 1 264 | 2 229 | 2 071 | 2 364 | 2 111 | 2 036 | 1 759 | 1 692 | 1 589 |

| 2014  | 2019  | 2022  | - | - | - | - | - | - |
| ----- | ----- | ----- | - | - | - | - | - | - |
| 1 499 | 1 353 | 1 319 | - | - | - | - | - | - |

### Vie associative et sportive

#### Vie associative
68 associations sont répertoriées dans la commune.

#### Sport
La commune possède une salle polyvalente, un stade de football avec 250 places en tribune et une surface d'évolution de 6 784,00 m2.

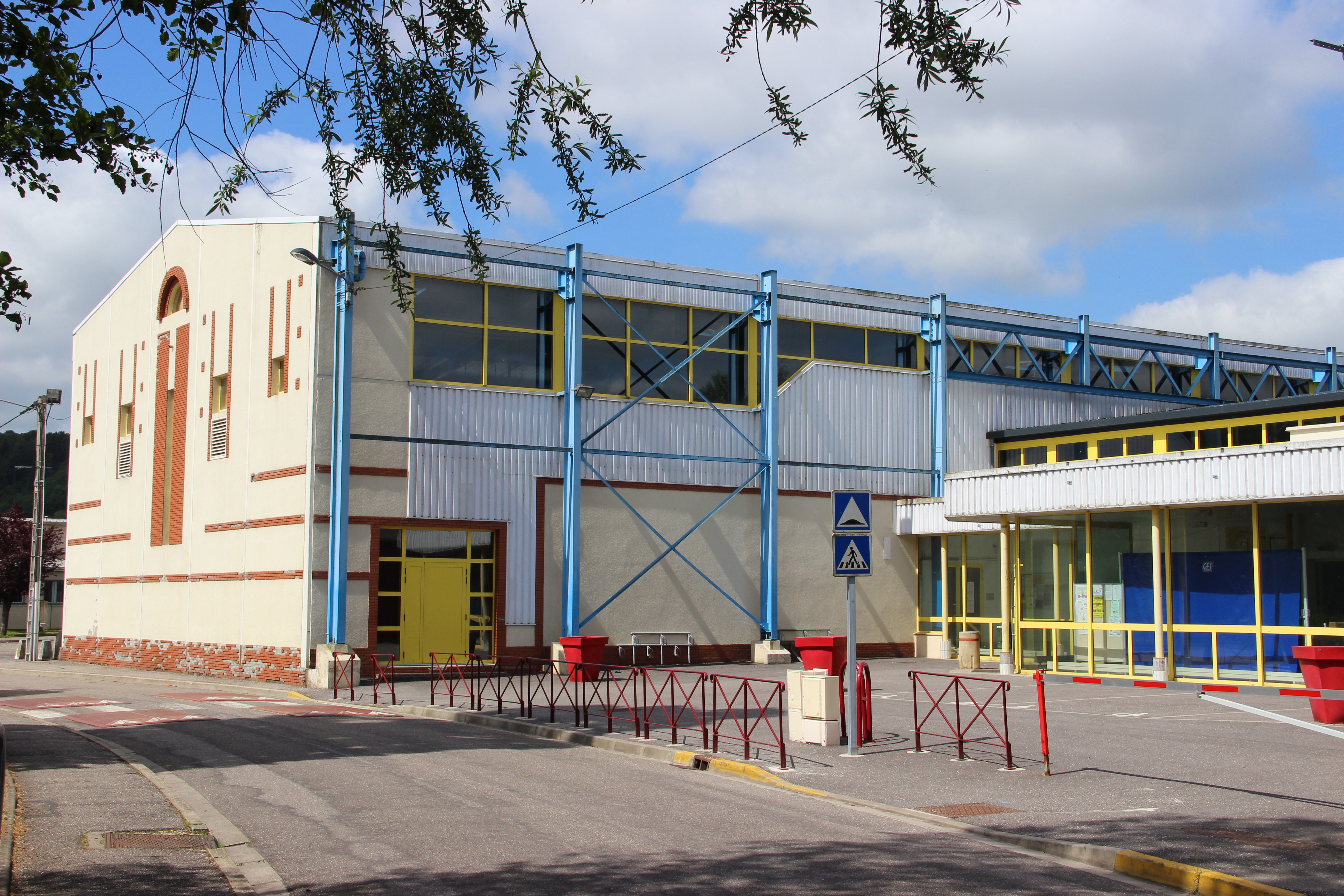
La salle polyvalente.
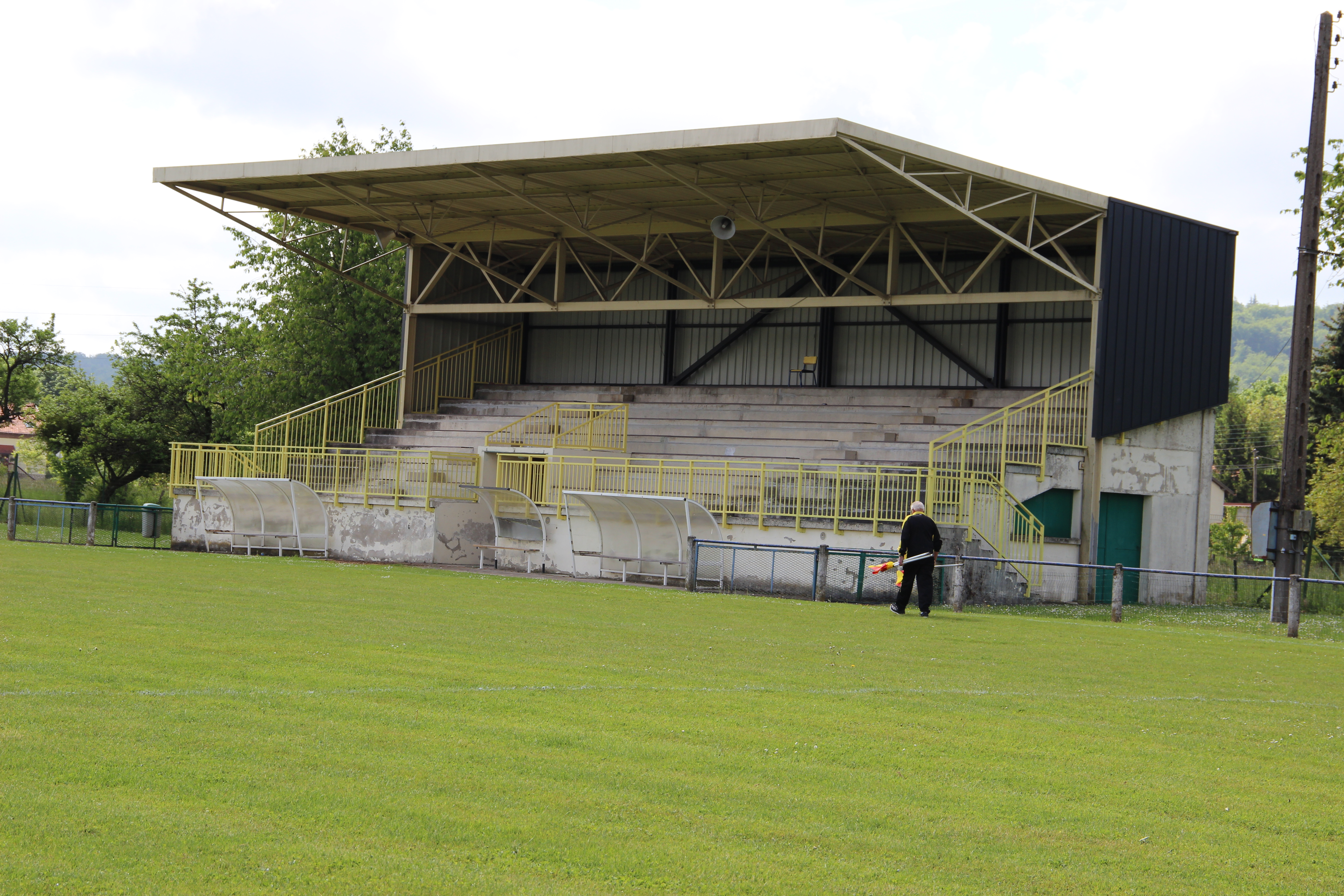
Le stade municipal.

## Économie

### Usine
Tronville-en-Barrois a vécu durant plus d’un siècle grâce à l'industrie, cependant il ne reste que quelques usines et ouvrages plus ou moins bien conservés.

### Commerce
Le village, en 2012, dispose de 4 types de commerce ouverts sur la commune.

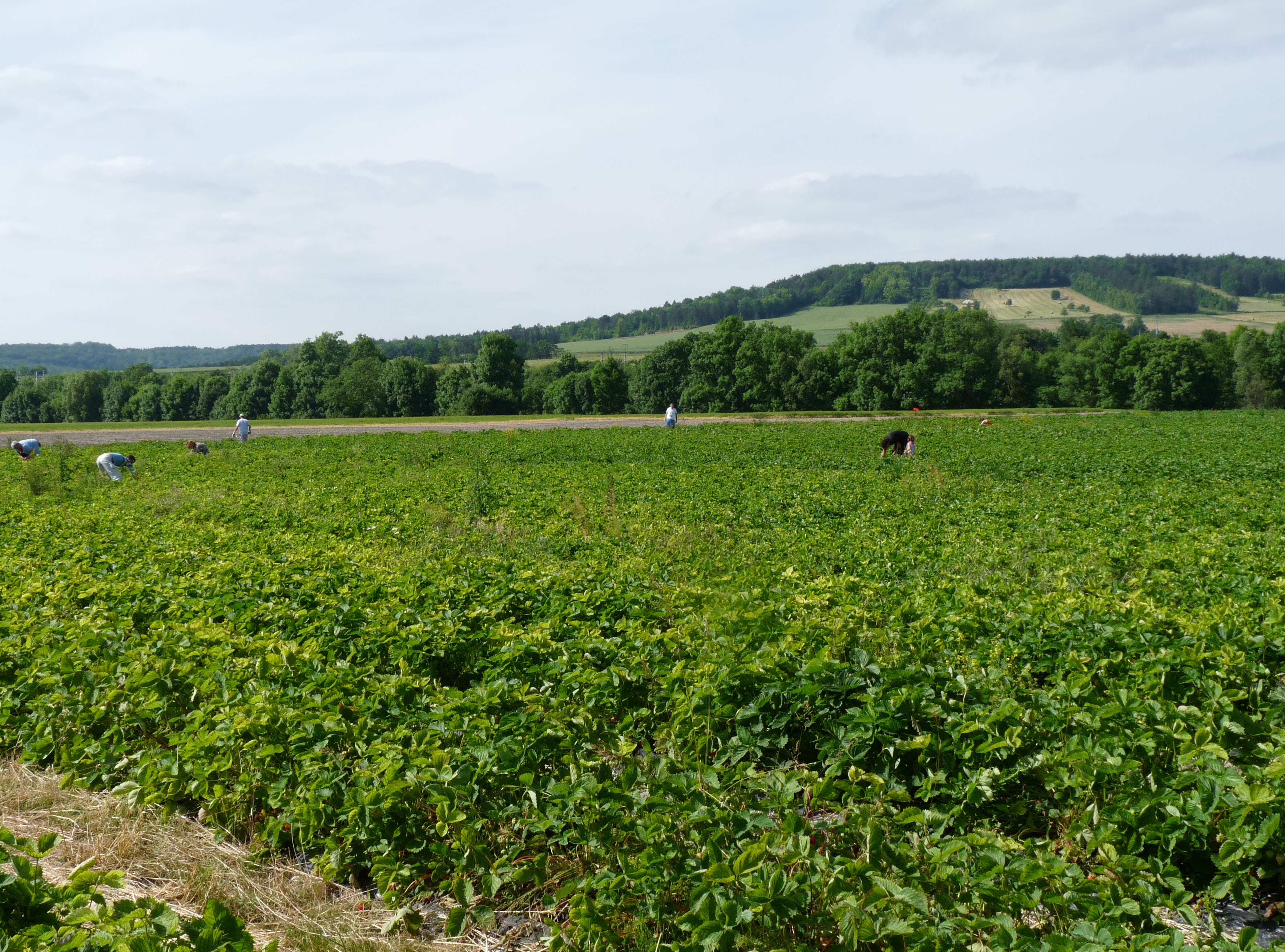
Cueillette de fraises.
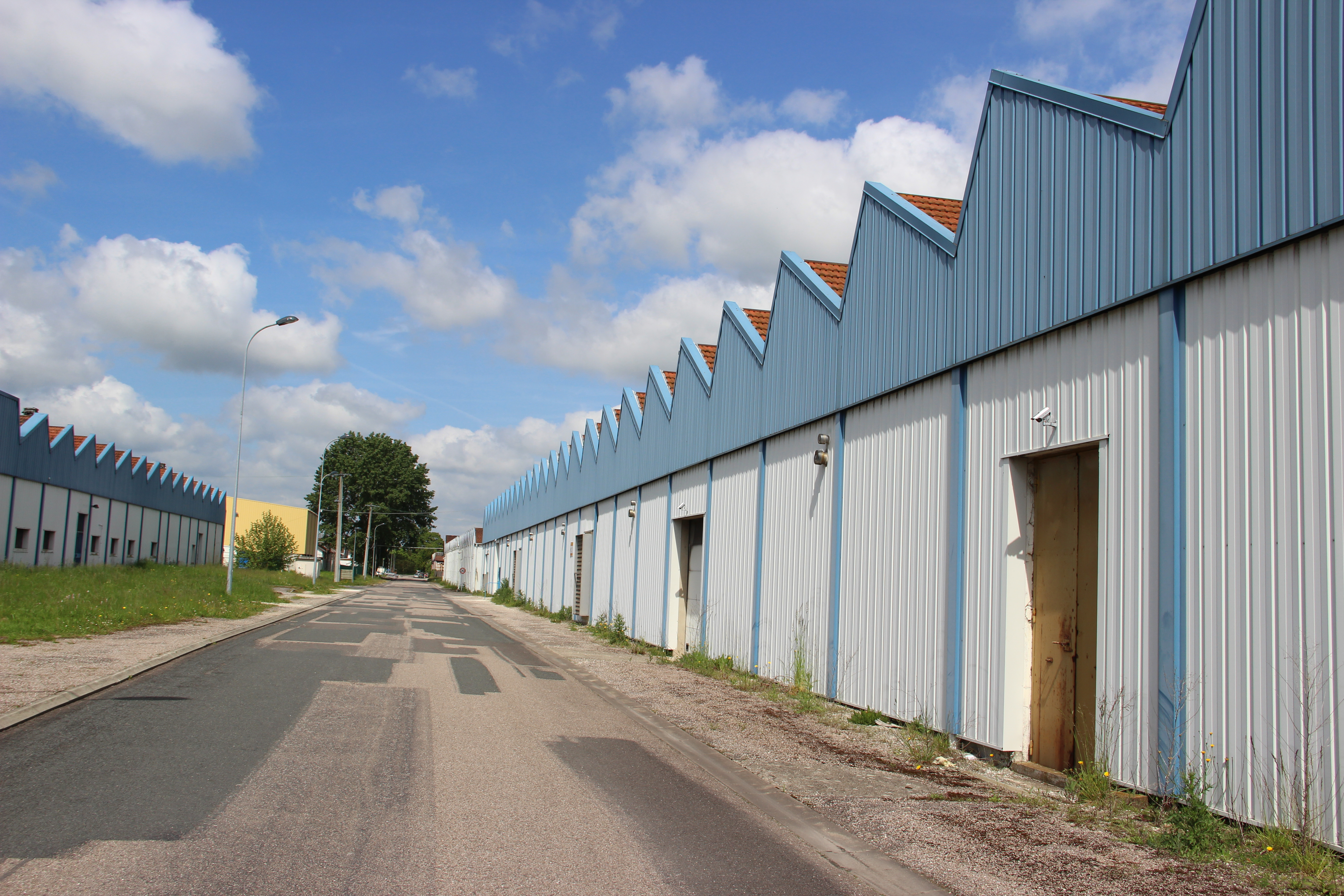
Zone industrielle Rhovyl.
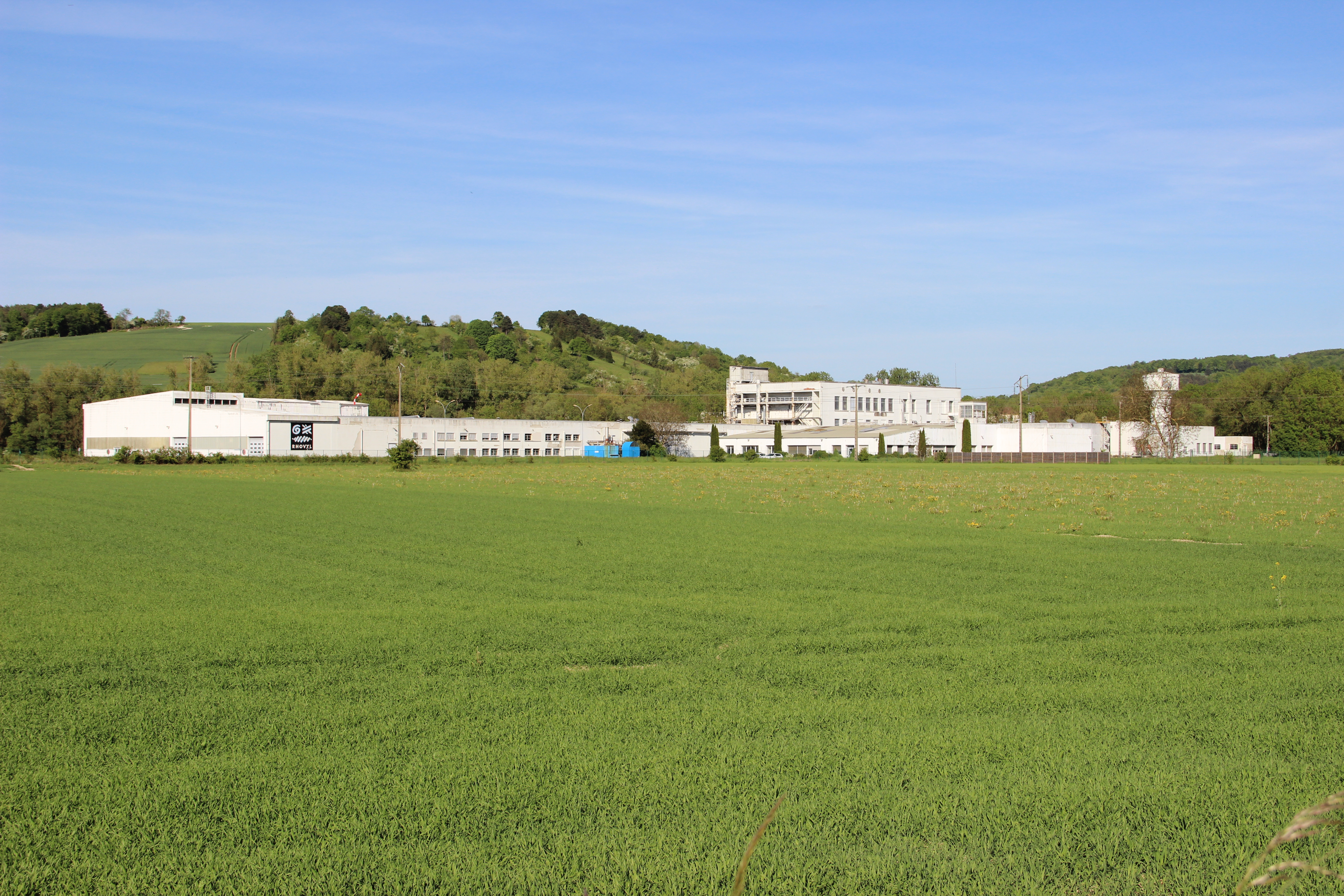
L'Usine Rhovyl.
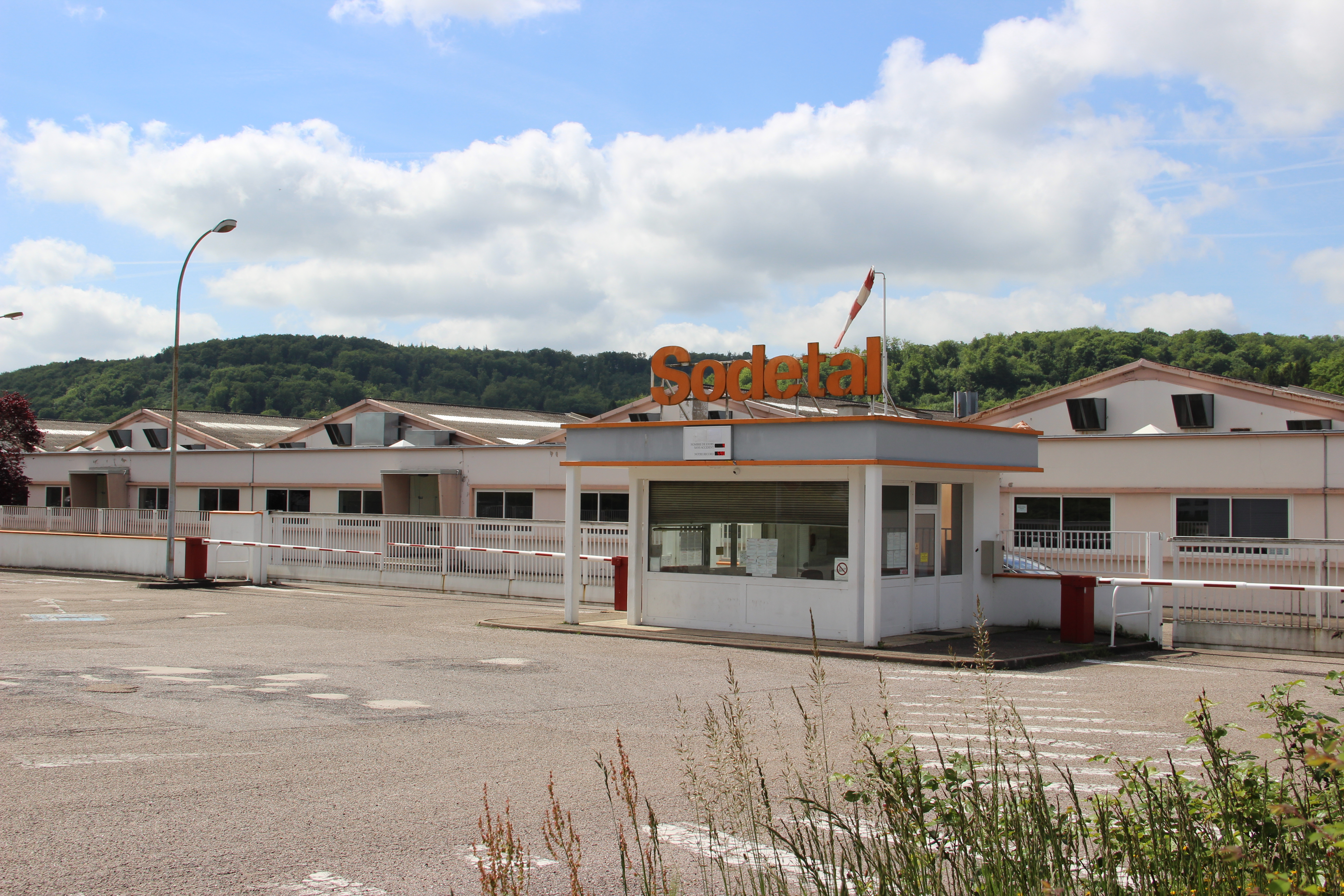
La tréfilerie Sodetal.
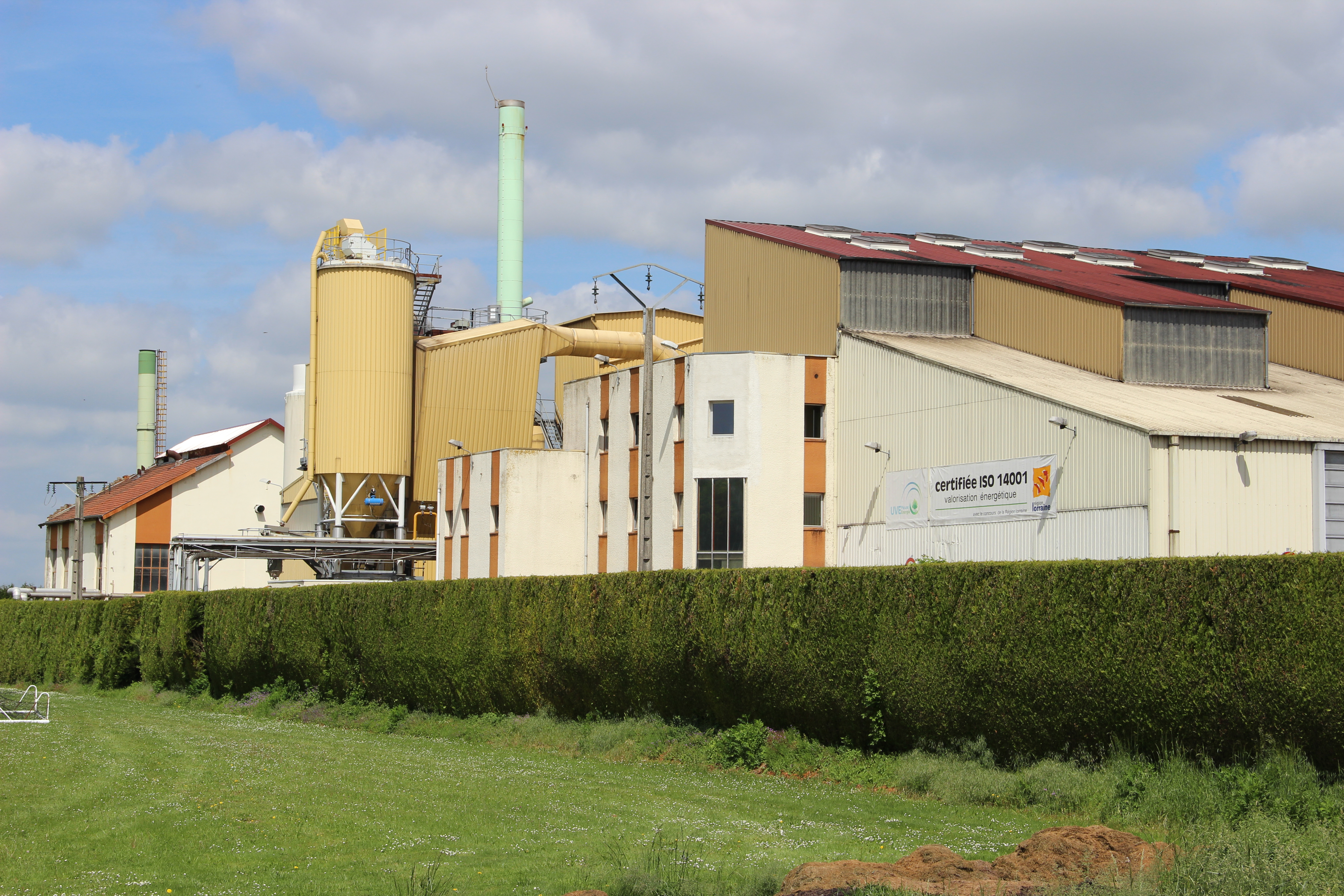
L'usine d'incinération Meuse Energie.
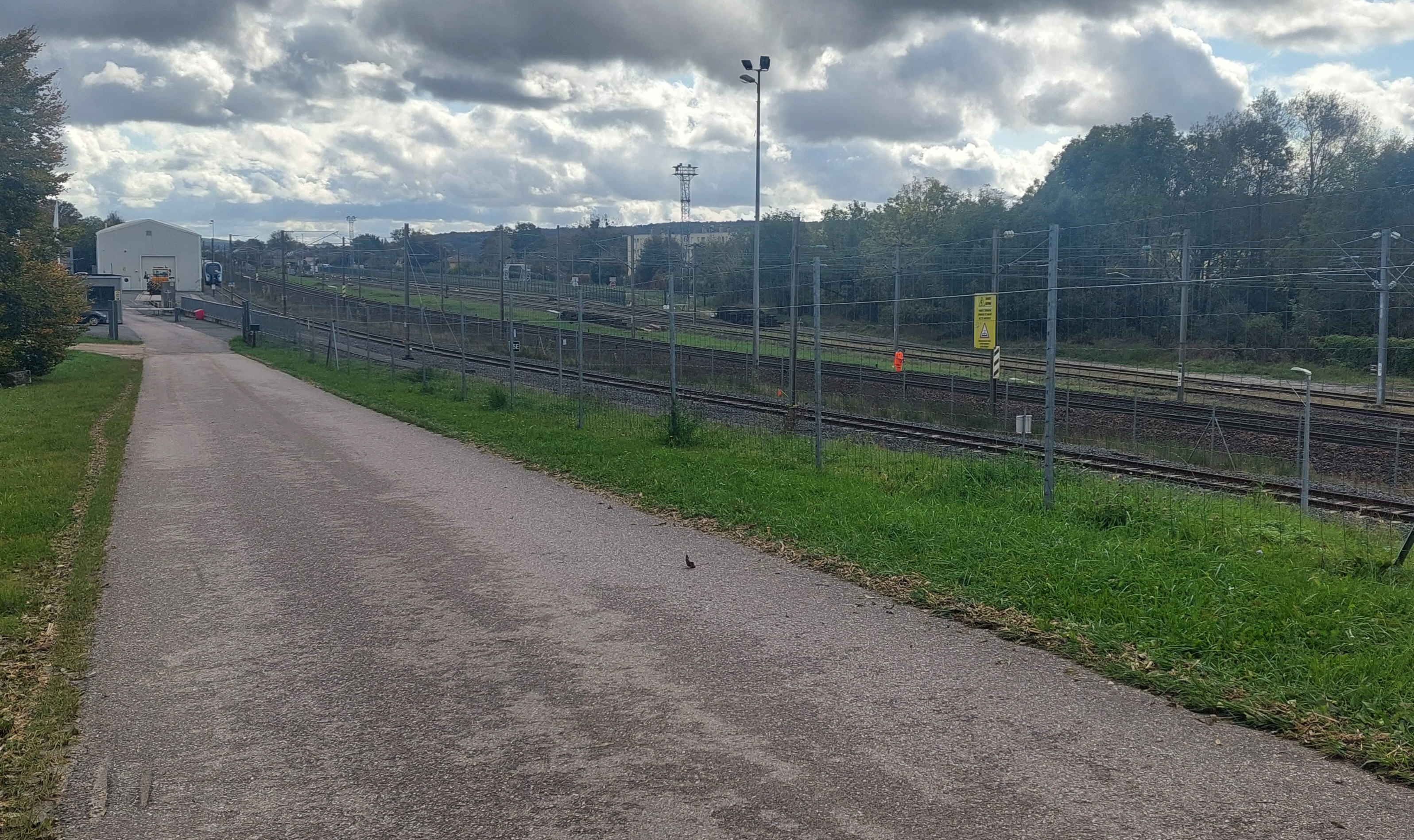
Route d'accès du centre d'essais ferroviaires CEF2.

## Culture locale et patrimoine

### Lieux et monuments
- L'église fortifiée de l'Immaculée-Conception, édifice objet d'un classement au titre des monuments historiques depuis 1989[35].
- L'ancien château du Tertre, actuellement mairie, édifice objet d'un classement au titre des monuments historiques depuis 1998[36].
- Le monument aux morts.
- L'ancien four à chaux.
- Le lavoir sur l'Ornain.

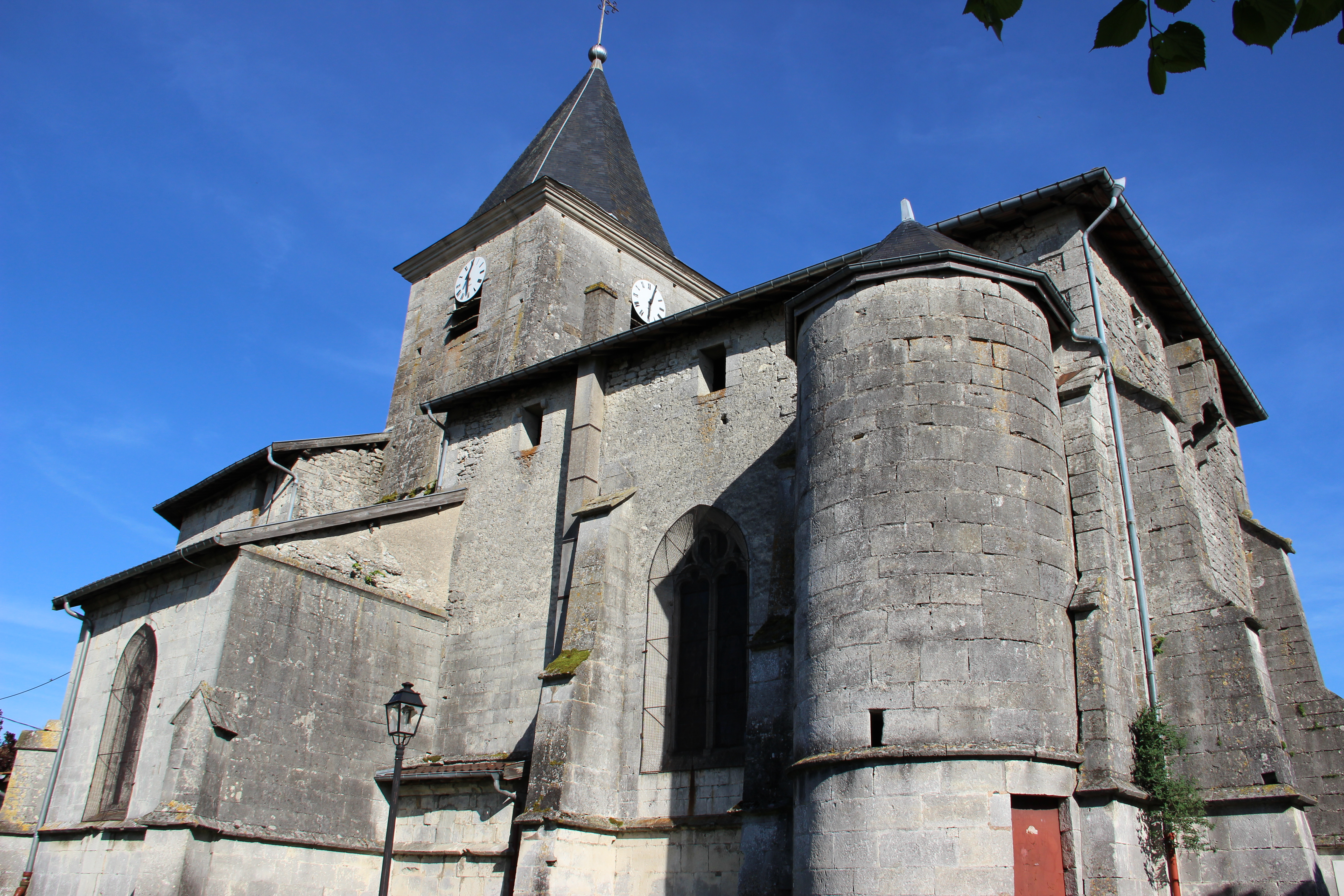
L'église de l'Immaculée-Conception.
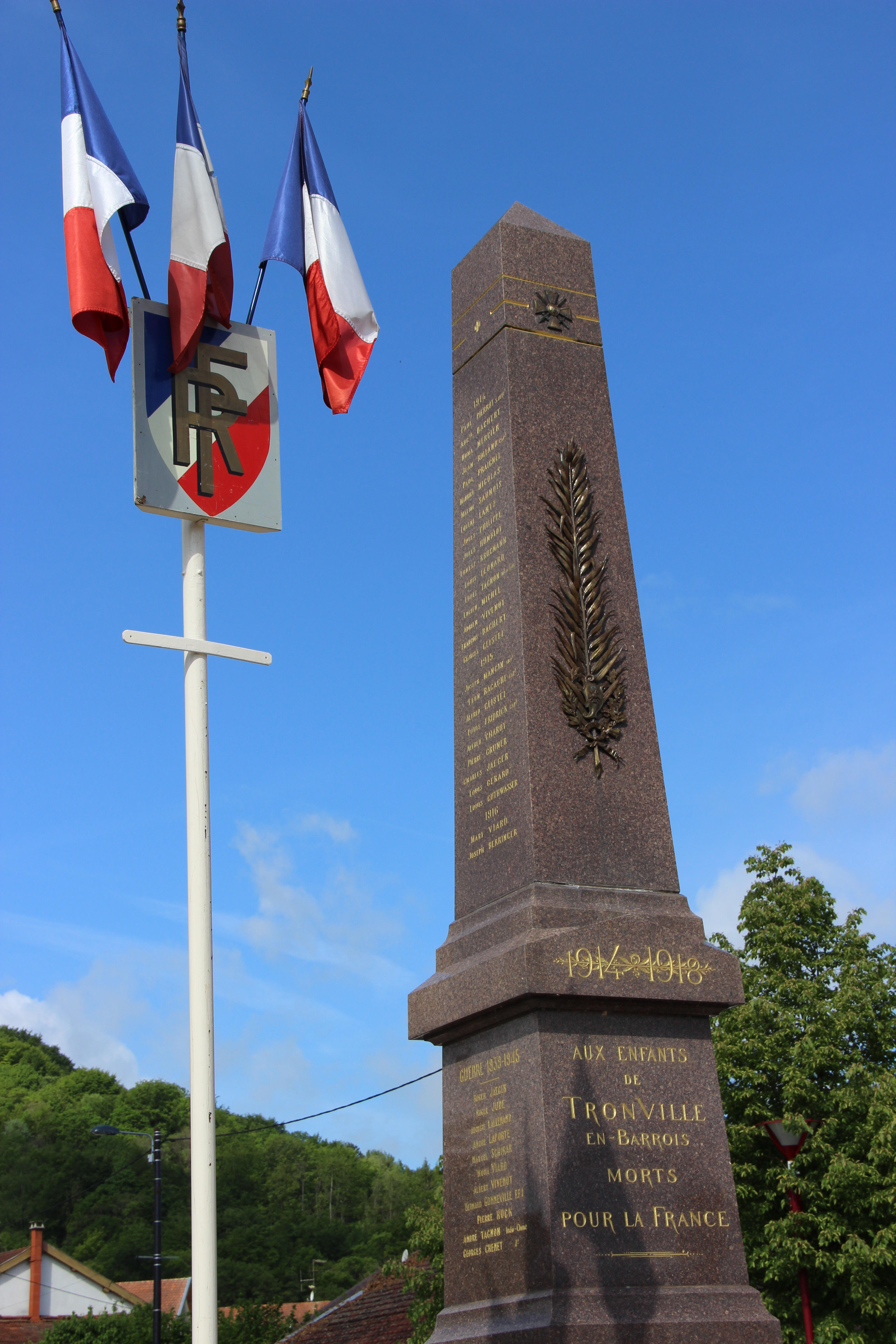
Monument aux morts.
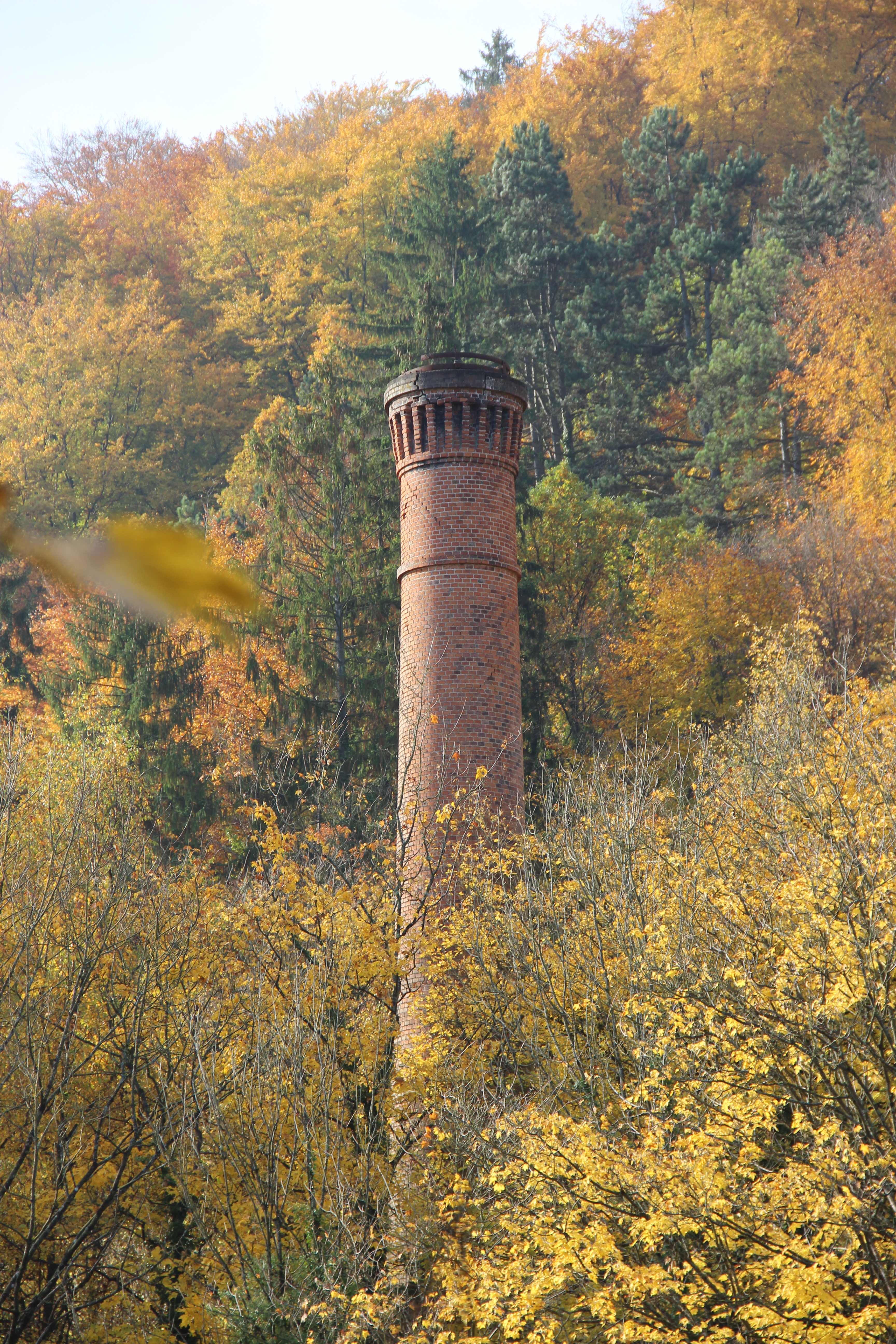
La cheminée de l'ancien four à chaux.
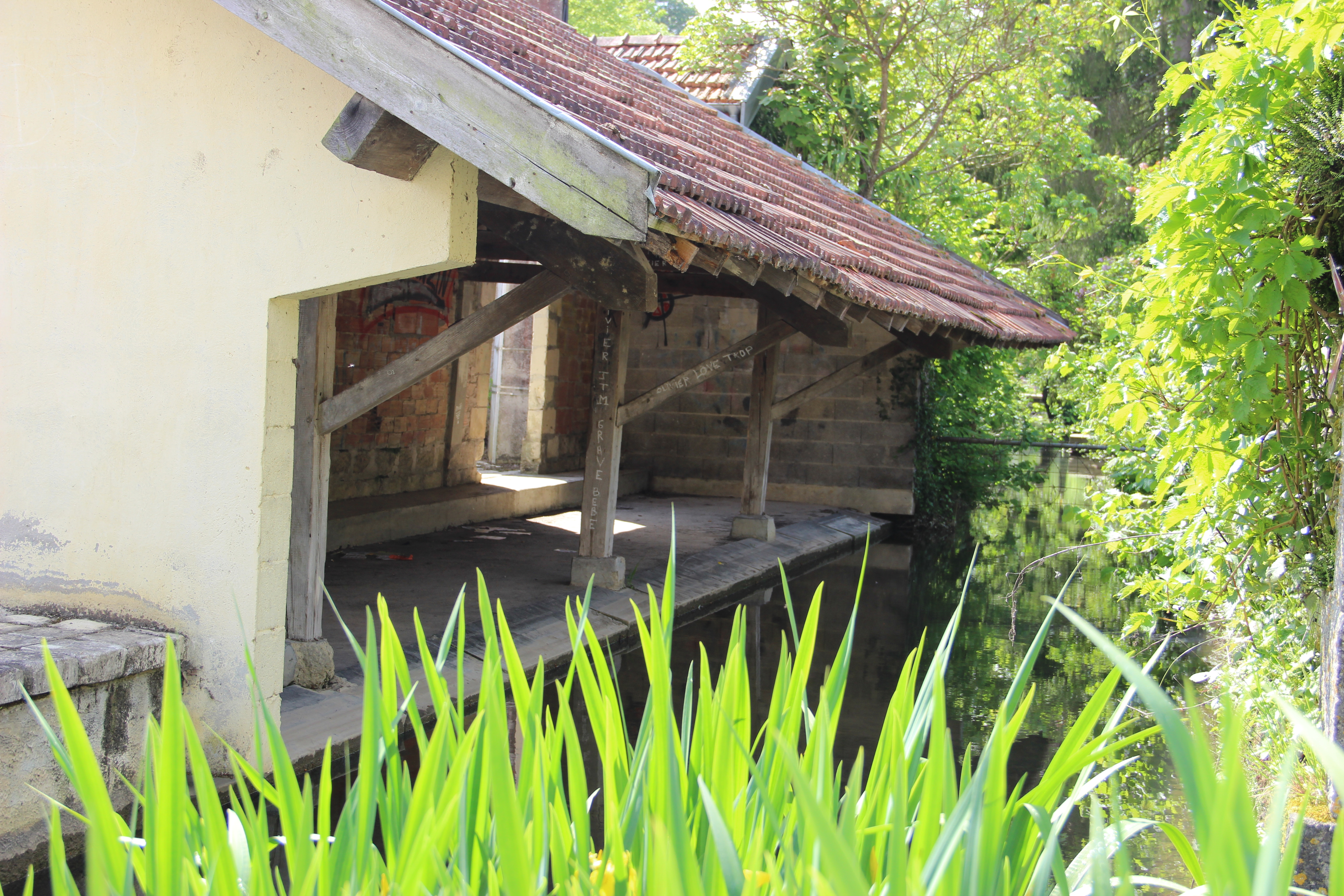
Lavoir.

### Héraldique, logotype et devise
| Blason de Tronville-en-Barrois | Blason  | D’azur à trois croix potencées d’or. |
| Blason de Tronville-en-Barrois | Détails |                                      |